# خواکیم سوماهین
خواکیم سوماهین (انگلیسی: Joaquim Soumahin؛ زادهٔ ۱۴ مارس ۱۹۹۸) بازیکن فوتبال است.